# Найман, Энди
Энди Найман (англ. Andy Nyman; род. 13 апреля 1966 г.) — английский актёр, режиссёр, сценарист, актёр озвучивания.

## Биография
Найман родился 13 апреля 1966 года в Лестере. Он изучал актёрское мастерство в Гилдхоллской школе музыки и театра. Найман начал играть в телесериалах в конце 80-х. В 2000 году он дебютировал в кино в фильме «Мёртвые жизни».
В 2013 году сыграл Уинстона Черчилля в сериале «Острые козырьки».
Озвучивал персонажей нескольких мультфильмов.

## Фильмография
| Год       |    | Русское название                  | Оригинальное название                | Роль                      |
| --------- | -- | --------------------------------- | ------------------------------------ | ------------------------- |
| 2000      | ф  | Мёртвые жизни                     | Dead Babies                          | Кейт                      |
| 2003      | ф  | Малыш с Кони-Айленд               | Coney Island Baby                    | Франко                    |
| 2006      | ф  | Изоляция                          | Severance                            | Гордон                    |
| 2006      | ф  | Жестокая любовь                   | Wild Romance                         | Лео Лейтнер               |
| 2006      | ф  | Сыграно                           | Played                               | Дэнни                     |
| 2007      | ф  | Ты готов к любви?                 | Are You Ready for Love?              | Барри Шнайдер             |
| 2007      | ф  | Смерть на похоронах               | Death at a Funeral                   | Говард                    |
| 2008—2015 | мс | Весёлые паровозики из Чаггингтона | Chuggington                          | Данбар / Чезворт / Феликс |
| 2009      | ф  | Турнир на выживание               | The Tournament                       | Техник Эдди               |
| 2010      | ф  | Чёрная смерть                     | Black Death                          | Даливаг                   |
| 2013      | ф  | Пипец 2                           | Kick-Ass 2                           | Опухоль                   |
| 2013      | с  | Острые козырьки                   | Peaky Blinders                       | Уинстон Черчилль          |
| 2014      | ф  | Страховщик                        | Autómata                             | Том Эллис                 |
| 2015      | мф | Барашек Шон                       | Shaun the Sheep Movie                | Натс                      |
| 2015      | мф | Миньоны                           | Minions                              | (различные голоса)        |
| 2017      | мф | Гадкий я 3                        | Despicable Me 3                      | Клайв (голос)             |
| 2017      | ф  | Истории призраков                 | Ghost Stories                        | Филипп Гудман             |
| 2018      | ф  | Пассажир                          | The Commuter                         | Тони                      |
| 2019      | ф  | Джуди                             | Judy                                 | Дэн                       |
| 2019      | мф | Барашек Шон: Фермагеддон          | A Shaun the Sheep Movie: Farmageddon | Натс                      |

## Премии
- 2006 — Премия Лоренса Оливье, Best Entertainment «Something Wicked This Way Comes»[4]
- 2006 — Cherbourg-Octeville Festival of Irish and British Film — Best Actor — Shut Up and Shoot Me[5]
- 2008 — Member of the Inner Magic Circle[6]